# 히라타역 (나가노현)
히라타역(일본어: 平田駅)은 일본 나가노현 마쓰모토시에 있는, 동일본 여객철도의 철도역이다. 시노노이 선이 지나간다.

## 역 구조
상대식 2면 2선 구조의 지상역으로, 역사는 선상 구조이다. 마쓰모토역이 관리하며, 역 업무는 나가노 개발이 대신 맡고 있다. 자동발권기와 초록 창구(영업시간은 오전 7시 35분 ~ 오후 5시 45분)가 있다.

### 승강장
| 1 | ■ 시노노이선 | 마쓰모토 · 시노노이 · 나가노 방면                         |
| 2 | ■ 시노노이선 | 시오지리 · 다쓰노 · 나카쓰가와 · 오카야 · 고부치자와 방면 |

## 역세권 정보
- 국도 제19호선
- 마쓰모토시청 요시카와 출장소
- 마쓰모토미나미 우체국

## 화랑

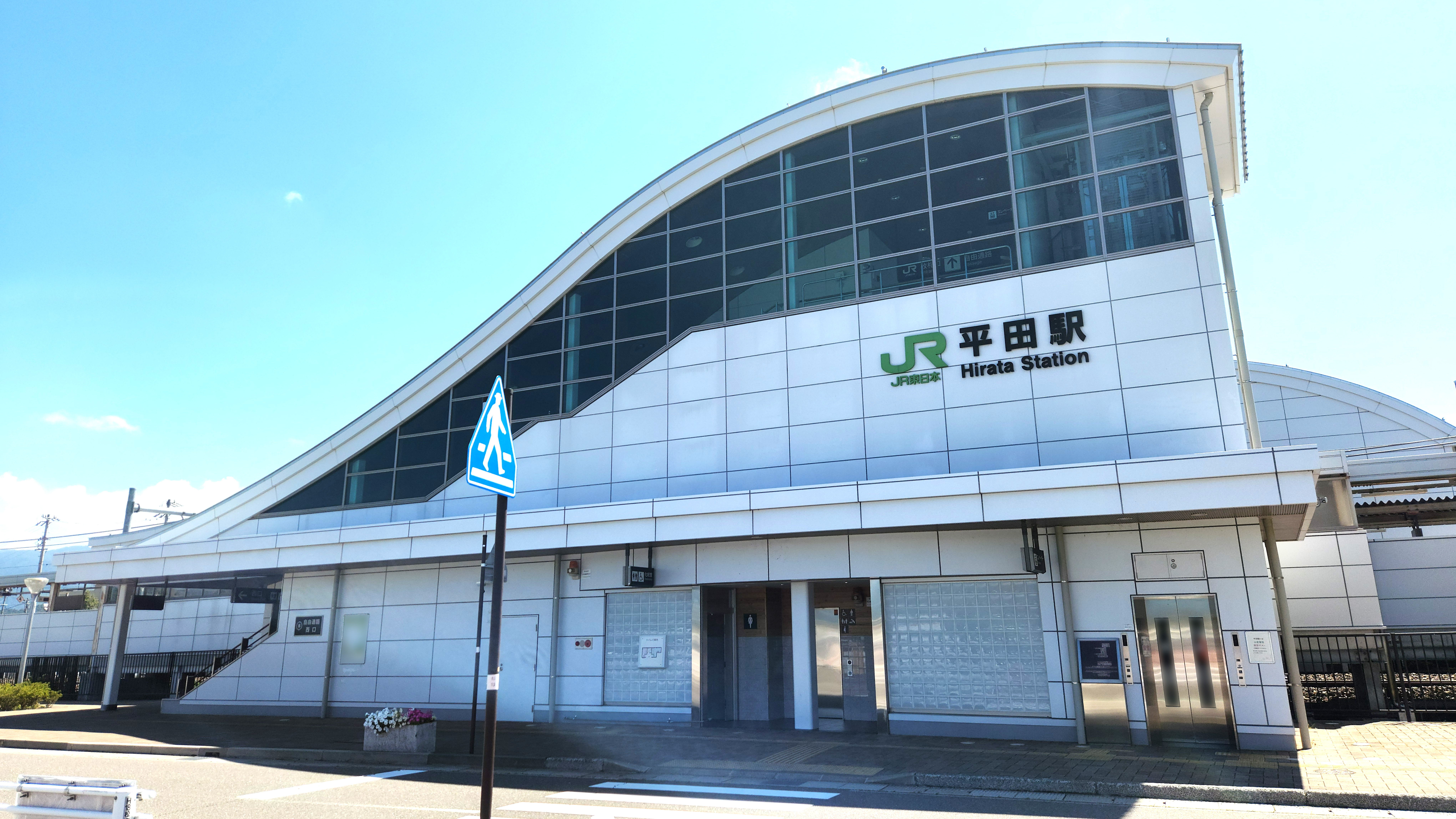
서쪽 역사(2024년 8월 11일)
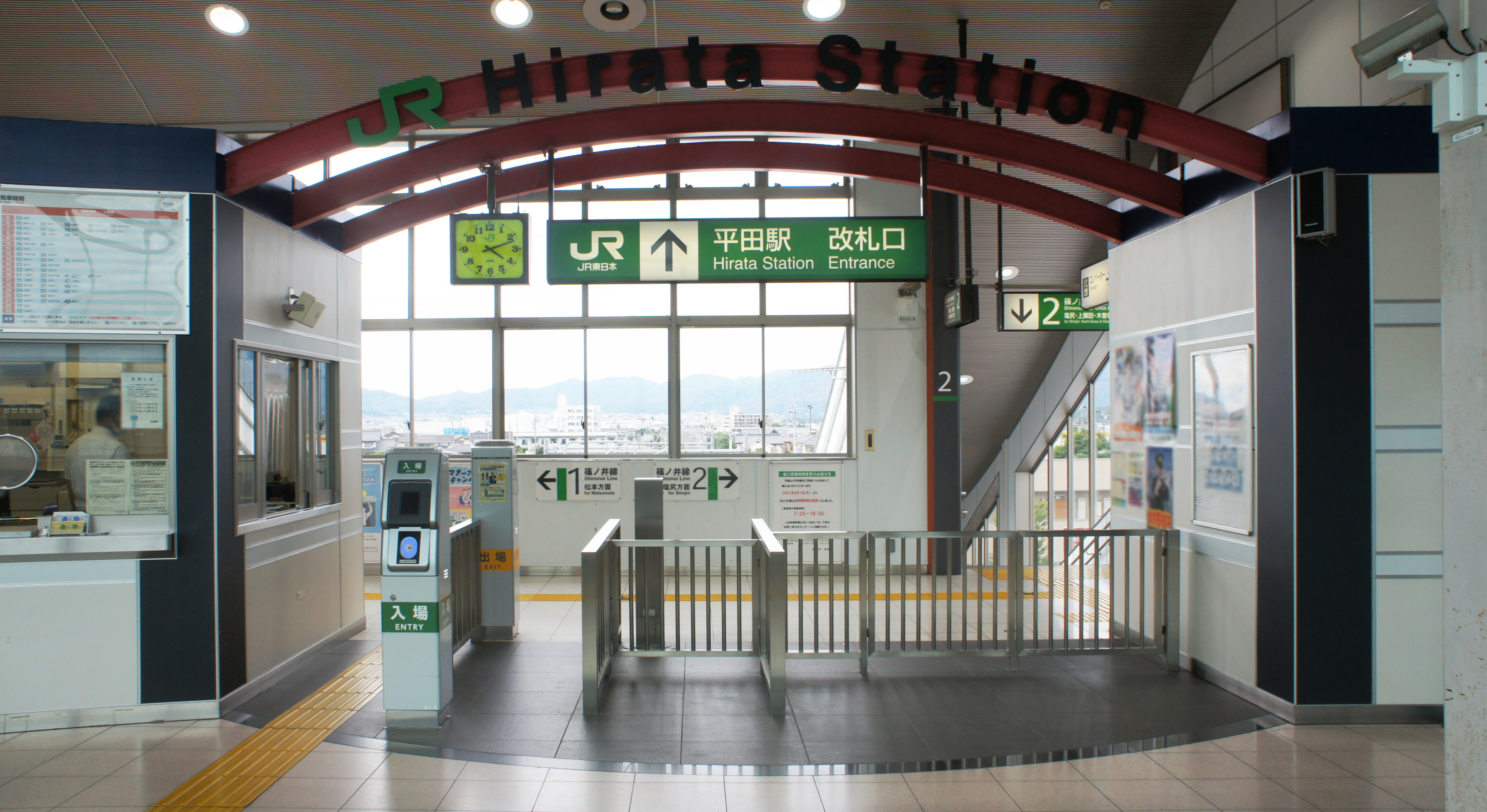
개찰 모습(2021년 7월 3일)

## 역사
- 2007년 3월 18일 - 동일본 여객철도 시노노이선의 무라이 역과 미나미마쓰모토 역 사이에 새로이 개업했다.

## 인접역
| 동일본 여객철도 시노노이선 | 동일본 여객철도 시노노이선 | 동일본 여객철도 시노노이선   |
| -------------------------- | -------------------------- | ---------------------------- |
| 무라이 시오지리 방면       | ■ 보통                     | 미나미마쓰모토 마쓰모토 방면 |